# Montgomery megye (Missouri)
Montgomery megye az Amerikai Egyesült Államokban, azon belül Missouri államban található. Megyeszékhelye és legnagyobb városa Montgomery City. Lakosainak száma 11 322 fő (2020. április 1.).

## Szomszédos megyék
- Pike megye (északkelet)
- Lincoln megye (kelet)
- Warren megye (délkelet)
- Gasconade megye (dél)
- Osage megye (délnyugat)
- Callaway megye (nyugat)
- Audrain megye (északnyugat)

## Népesség
A megye népességének változása:
| Lakosok száma | 12 239 | 12 231 | 12 026 | 11 965 | 11 703 | 11 322 |
|               | 2010   | 2011   | 2012   | 2013   | 2015   | 2020   |